# Denderleeuw

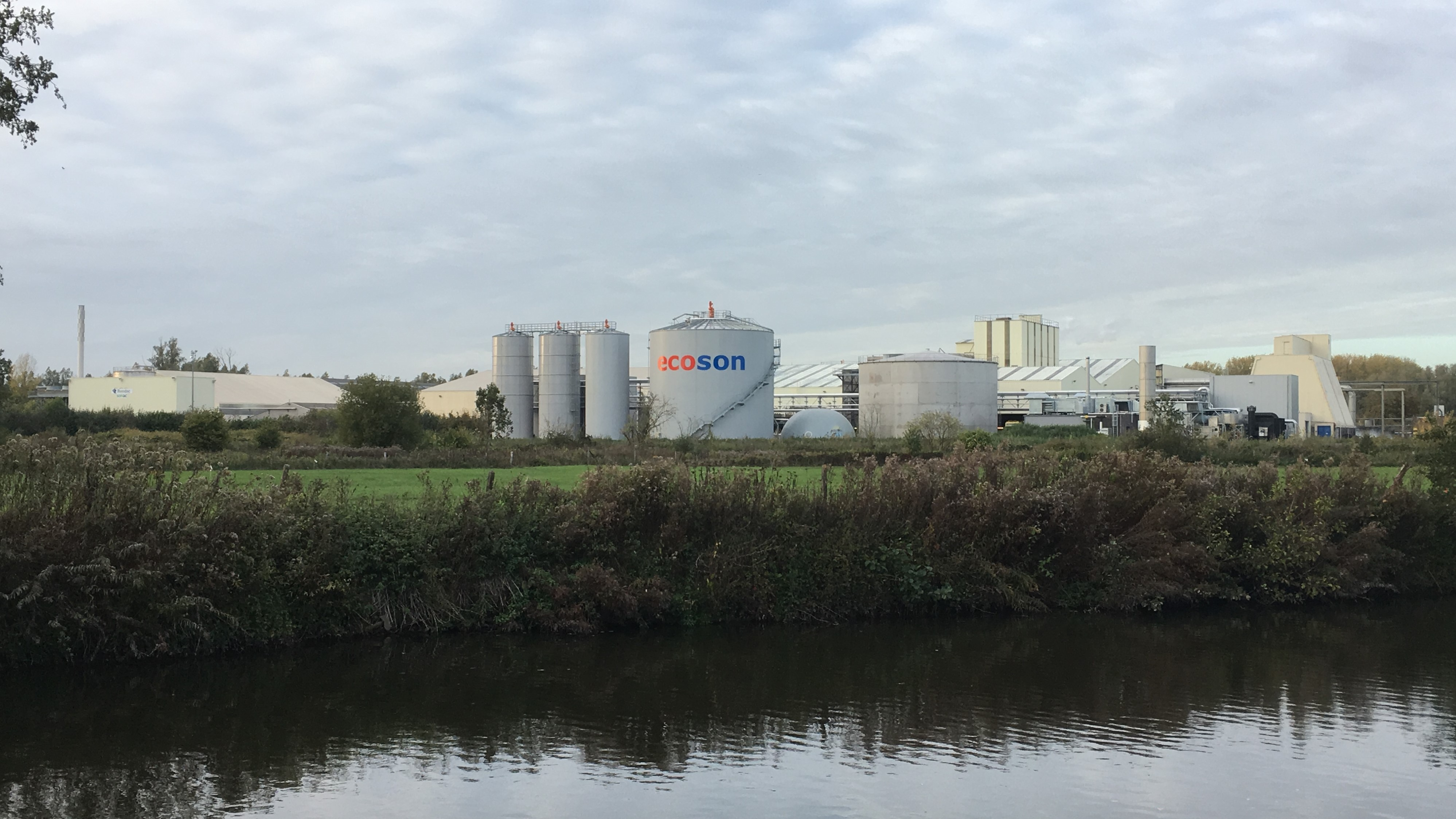
Vestiging van het destructiebedrijf Rendac langs de Dender in Denderleeuw.

Denderleeuw is een plaats en gemeente in de Belgische provincie Oost-Vlaanderen. De gemeente telt ruim 21.000 inwoners. Denderleeuw ligt langs de rivier de Dender in de Denderstreek. De inwoners van Denderleeuw zijn de Denderleeuwenaars of de Denderleeuwen en hun dialect is het Denderleeuws, dat taalkundig tot het Brabants (en niet het Oost-Vlaams) behoort. Amandus van Gent is de patroonheilige van Denderleeuw.

## Geschiedenis
Van de Karolingische tijd tot de elfde eeuw lag het grondgebied van Denderleeuw in de Brabantgouw.
In de elfde eeuw veroverde de graaf van Vlaanderen heel Brabant tussen de Schelde en de Dender, evenals Liedekerke, ten oosten van de Dender. De hertogen van Brabant hadden als hertogen van Lotharingen louter in theorie het opperleenrecht over dat gebied.
Toch streed de heer van Gavere en Liedekerke-Denderleeuw in 1288 aan de zijde van hertog Jan I te Woeringen. De burcht van de heren van Liedekerke-Denderleeuw stond op de oostelijke oever van de Dender.
De Fransen deelden op het einde van de achttiende eeuw Denderleeuw in bij het Scheldedepartement en Liedekerke bij het Dijledepartement. Het Scheldedepartement werd in 1815 de provincie Oost-Vlaanderen, het Dijledepartement werd de provincie Zuid-Brabant.
In 1977 werden de voormalige gemeenten Iddergem en Welle bij Denderleeuw gevoegd.

## Kernen
Denderleeuw is een van de dichtstbevolkte gemeenten van Vlaanderen. Naast het centrum heeft de gemeente nog de deelgemeenten Welle en Iddergem. Welle en Denderleeuw zijn in grote mate met elkaar vergroeid. Iddergem is, hoewel ook in lichte mate met Denderleeuw samengesmolten, steeds een aparte kern gebleven. In het centrum hebben de wijken Hemelrijk, Huissegem en Leeuwbrug een eigen parochie.

### Deelgemeenten
|   | Naam        | Opp. (km²) | Inwoners (2020) | Inwoners per km² | NIS-code |
| - | ----------- | ---------- | --------------- | ---------------- | -------- |
| 1 | Denderleeuw | 6,76       | 13.025          | 1.928            | 41011A   |
| 2 | Iddergem    | 2,95       | 2.774           | 942              | 41011B   |
| 3 | Welle       | 4,16       | 4.750           | 1.141            | 41011C   |

## Bezienswaardigheden

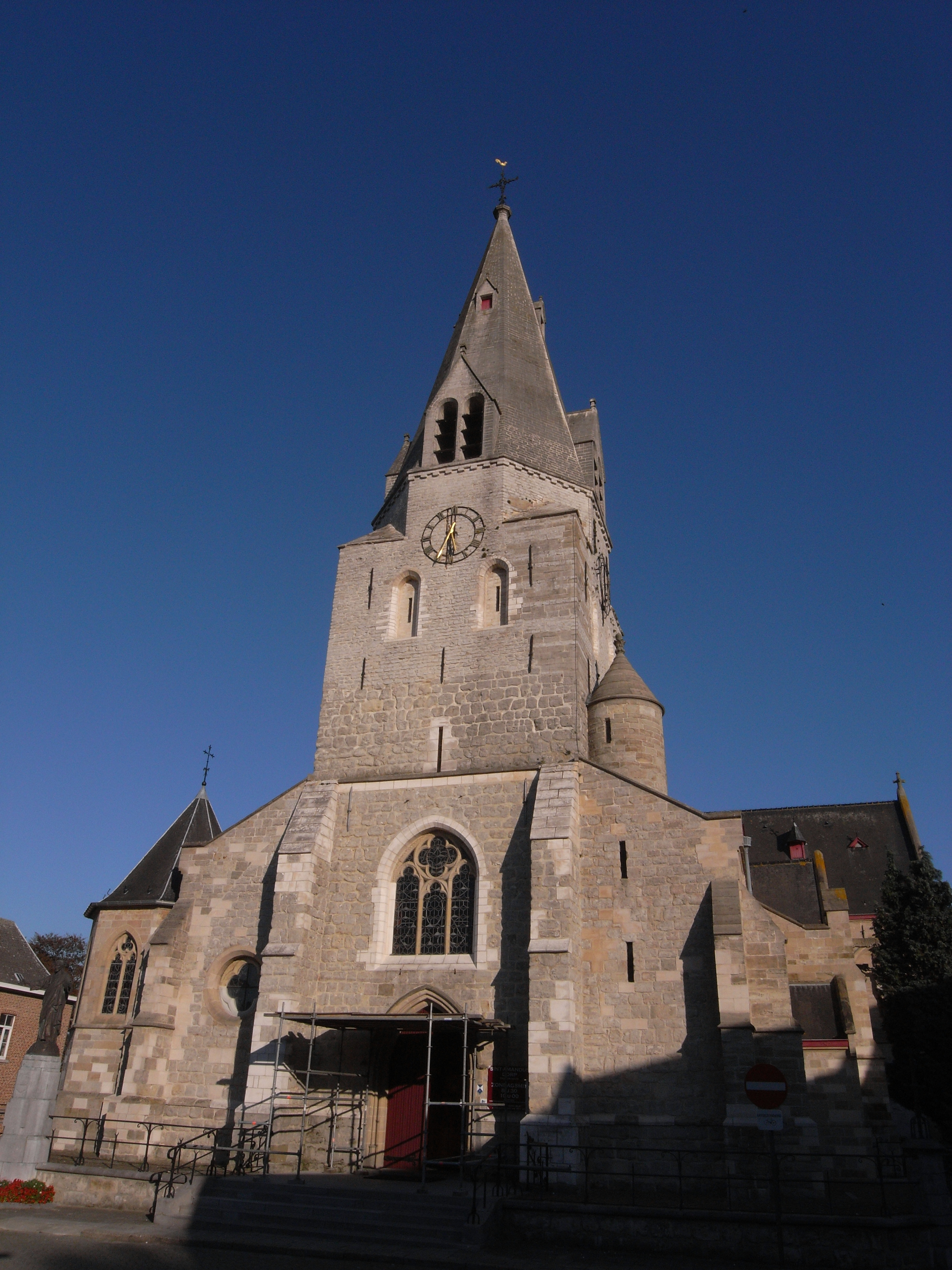
Parochiekerk Sint-Amandus

- De gotische Sint-Amanduskerk die in haar oorsprong dateert van de 13e-14e eeuw
- De pastorie (1783): het gebouw werd opgetrokken op en met stenen van de pastorie die er voorheen stond. De pastorie is een beschermd monument en heeft een ommuurde tuin die zich uitstrekt tot aan de oevers van de Dender. Sinds 1280 (en dat tot de Franse Revolutie) werd de parochie bediend door de Norbertijnenkanunniken van de abdij van Dielegem (bij Jette).
- Het kasteeltje Van Roy (1906) in neogotische stijl.
- Het moderne station van Denderleeuw (1964). Dit station is een belangrijk knooppunt op de lijnen Gent-Aalst-Brussel en Kortrijk-Brussel.
- Op de grens met Liedekerke heeft het Sint-Rafaëlbejaardentehuis van de Zusters Kindsheid Jesu een kapel van 1958-1963 waarin ramen zitten van de Parijse glasschilder Pierre Gaudin.
- Zie ook: Leeuwbrug, een wijk van Denderleew.

## Natuur en landschap
Denderleeuw is een dichtbevolkte plaats die is vastgegroeid aan Welle en Iddergem, en ook wijken kent als Leeuwbrug en Huissegem.
Denderleeuw ligt aan de Dender en het is een spoorwegknooppunt. Het natuurgebied Wellemeersen ligt in het grensgebied tussen Denderleeuw, Welle en Erembodegem. De hoogte bedraagt 12-19 meter.

## Demografie

### Demografische ontwikkeling voor de fusie
- Bron:NIS - Opm:1876 t/m 1970=volkstellingen op 31 december; 1976= inwonertal per 1 januari

### Demografische ontwikkeling van de fusiegemeente
Alle historische gegevens hebben betrekking op de huidige gemeente, inclusief deelgemeenten, zoals ontstaan na de fusie van 1 januari 1977.
- Bronnen:NIS, Opm:1831 tot en met 1981=volkstellingen; 1990 en later= inwonertal op 1 januari

| Inwoners van jaar tot jaar op 1 januari 1992 tot heden | Inwoners van jaar tot jaar op 1 januari 1992 tot heden | Inwoners van jaar tot jaar op 1 januari 1992 tot heden |
| jaar                                                   | Aantal                                                 | Evolutie: 1992=index 100                               |
| ------------------------------------------------------ | ------------------------------------------------------ | ------------------------------------------------------ |
| 1992                                                   | 16.731                                                 | 100,0                                                  |
| 1993                                                   | 16.695                                                 | 99,8                                                   |
| 1994                                                   | 16.827                                                 | 100,6                                                  |
| 1995                                                   | 16.895                                                 | 101,0                                                  |
| 1996                                                   | 16.964                                                 | 101,4                                                  |
| 1997                                                   | 16.969                                                 | 101,4                                                  |
| 1998                                                   | 16.994                                                 | 101,6                                                  |
| 1999                                                   | 16.942                                                 | 101,3                                                  |
| 2000                                                   | 16.984                                                 | 101,5                                                  |
| 2001                                                   | 16.903                                                 | 101,0                                                  |
| 2002                                                   | 17.038                                                 | 101,8                                                  |
| 2003                                                   | 17.017                                                 | 101,7                                                  |
| 2004                                                   | 17.028                                                 | 101,8                                                  |
| 2005                                                   | 17.110                                                 | 102,3                                                  |
| 2006                                                   | 17.357                                                 | 103,7                                                  |
| 2007                                                   | 17.493                                                 | 104,6                                                  |
| 2008                                                   | 17.947                                                 | 107,3                                                  |
| 2009                                                   | 18.276                                                 | 109,2                                                  |
| 2010                                                   | 18.485                                                 | 110,5                                                  |
| 2011                                                   | 18.862                                                 | 112,7                                                  |
| 2012                                                   | 19.069                                                 | 114,0                                                  |
| 2013                                                   | 19.206                                                 | 114,8                                                  |
| 2014                                                   | 19.318                                                 | 115,5                                                  |
| 2015                                                   | 19.556                                                 | 116,9                                                  |
| 2016                                                   | 19.688                                                 | 117,7                                                  |
| 2017                                                   | 19.836                                                 | 118,6                                                  |
| 2018                                                   | 20.086                                                 | 120,1                                                  |
| 2019                                                   | 20.338                                                 | 121,6                                                  |
| 2020                                                   | 20.551                                                 | 122,8                                                  |
| 2021                                                   | 20.730                                                 | 123,9                                                  |
| 2022                                                   | 20.772                                                 | 124,2                                                  |
| 2023                                                   | 20.973                                                 | 125,4                                                  |
| 2024                                                   | 21.056                                                 | 125,9                                                  |
| 2025                                                   | 21.257                                                 | 127,1                                                  |

## Evenementen
- Ballonmeeting "Denderleeuw Vliegt"
- Carnaval
- Integreringsfeest "Denderleeuw Kleurt" was jarenlang een feestelijke dag met de nadruk op muziek en diversiteit. N-VA burgemeester Jan De Dier schafte dit af in 2014.

## Toerisme
Door dit dorp loopt onder meer de fietsroute Denderende steden. Via de voetgangersbrug over de Dender komt men bij het Dorpsplein. Daar huist ook al 60 jaar het Hof Ter Leeuwe, een speeltuin.

## Politiek

### Structuur
De gemeente Denderleeuw ligt in het kieskanton Ninove in het provinciedistrict Geraardsbergen, het kiesarrondissement Aalst-Oudenaarde en de kieskring Oost-Vlaanderen.
| Denderleeuw      | Denderleeuw      | Supranationaal         | Nationaal                         | Nationaal                 | Gemeenschap               | Gewest                    | Provincie                 | Arrondissement   | Provinciedistrict | Kanton          | Gemeente        |
| ---------------- | ---------------- | ---------------------- | --------------------------------- | ------------------------- | ------------------------- | ------------------------- | ------------------------- | ---------------- | ----------------- | --------------- | --------------- |
| Administratief   | Niveau           | Europese Unie          | België                            | België                    | Vlaanderen                | Vlaanderen                | Oost-Vlaanderen           | Aalst            | Aalst             | Aalst           | Denderleeuw     |
| Administratief   | Bestuur          | Europese Commissie     | Belgische regering                | Belgische regering        | Vlaamse regering          | Vlaamse regering          | Deputatie                 | Deputatie        | Deputatie         | Deputatie       | Gemeentebestuur |
| Administratief   | Raad             | Europees Parlement     | Kamer van volksvertegenwoordigers | Vlaams Parlement          | Vlaams Parlement          | Vlaams Parlement          | Provincieraad             | Provincieraad    | Provincieraad     | Provincieraad   | Gemeenteraad    |
| Kiesomschrijving | Kiesomschrijving | Nederlands Kiescollege | Kieskring Oost-Vlaanderen         | Kieskring Oost-Vlaanderen | Kieskring Oost-Vlaanderen | Kieskring Oost-Vlaanderen | Kieskring Oost-Vlaanderen | Aalst-Oudenaarde | Geraardsbergen    | Ninove          | Denderleeuw     |
| Verkiezing       | Verkiezing       | Europese               | Federale                          | Federale                  | Vlaamse                   | Vlaamse                   | Provincieraads-           | Provincieraads-  | Provincieraads-   | Provincieraads- | Gemeenteraads-  |

### Geschiedenis

#### Legislatuur 2013 - 2018
Na de verkiezingen van 14 oktober 2012 ontstond er in Denderleeuw een patstelling. De zittende burgemeester Fonck wilde zijn mandaat verlengen en had daarvoor, behalve van zijn eigen partij, de steun van Open Vld. Daartegenover stond een verbond van N-VA en CD&V. Geen van beide fracties had een meerderheid, waardoor de vorming van een nieuw college en de benoeming van een nieuwe burgemeester niet per 1 januari 2013 konden plaatsvinden. Uiteindelijk gaf Vlaams Belang de doorslag, door bij een stemming op 9 januari gedoogsteun aan de coalitie van N-VA en CD&V te verlenen. Dit was tot dan toe ongezien, en volgens Open Vld, sp.a en nationaal Groen-voorzitter Wouter Van Besien een breuk van het cordon sanitaire, die voor veel ophef en protest zorgde.
Na bemiddeling van provinciegouverneur André Denys kwam het eind januari 2013 tot een overeenkomst tussen N-VA, CD&V en Open Vld-Plus. Jan De Dier (N-VA) werd burgemeester. Deze partij levert nog 2 schepenen, waarvan een ook OCMW-voorzitter wordt. CD&V krijgt drie schepenen en Open Vld een. In november 2014 werd de onbestuurbaarheid uitgeroepen, nadat het bestuur van N-VA, CD&V en Open Vld-Plus uit elkaar was gevallen. Na een lang dispuut werd Alberic Sergooris van CD&V in november 2015 aangesteld tot burgemeester ad interim, aan het hoofd van een bestuur van CD&V, sp.a-Open en een onafhankelijk raadslid dat eerder zetelde voor Open Vld Plus. In april 2016 volgde voormalig burgemeester Jo Fonck hem op nadat hij buiten verdenking werd gesteld in een gerechtelijk onderzoek.

#### Legislatuur 2019 - 2024
Bij de verkiezingen van 14 oktober 2018 werd Vlaams Belang de grootste partij in Denderleeuw met 26 procent van de stemmen. Omdat niemand met de radicaal-rechtse partij wilde samenwerken, werd uiteindelijk een bestuur gevormd door de LVB van uittredend burgemeester Jo Fonck, die in zee ging met CD&V en Groen. Deze partijen hadden een nipte meerderheid van 14 op 27 zetels in de gemeenteraad.

#### Legislatuur 2024 - 2030
Op 13 oktober 2024 werd Vlaams Belang opnieuw de grootste in Denderleeuw en groeide de partij verder door tot 38 procent. Zodoende kreeg Vlaams Belang-lijsttrekker Kristof Slagmulder het initiatiefrecht om een coalitie te vormen, maar opnieuw werden geen andere partijen bereid gevonden om met de partij samen te werken. Nadien was het aan uittredend burgemeester Jo Fonck van Vooruit Iedereen om te pogen een bestuur te vormen. Hij smeedde een coalitie met CD&V en N-VA, die beschikte over een meerderheid van 15 op 27 zetels.

### Burgemeesters
- 1666-1669: Joos Sonck[10]
- 1818-1825: 'meier' Henricus Sonck (nakomeling van Joos[10])
- 1835-1871: Corneille-Jean (Corneel Jan) Sonck[11][12] (broer van Henricus[10])
- 1871-1874: Frans Leopold Sonck (zoon van Corneel-Jan[10])
- 1875-1896: Hendrik Sonck[13] (ook zoon van Corneel-Jan[10])
- 1912-1919: Jean Rollier[14](zoon van Josephine Sonck, dochter van Corneel-Jan[10])
- 1927-1943: Leon Rollier (ook zoon van Josephine Sonck[10])
- 1958-1968: Armand De Pelsmaeker (BSP)
- 1969-1976: Paul Van Der Niepen (BSP)
- 1977-1985: Raymond Van Isterdael
- 1985-1988: Gustaaf De Backer
- 1989-1994: Georges Couck (SP)
- 1995-2000: Jan Eeman (VLD)
- 2001-2006: Mark Van der Poorten (CD&V)
- 2007-2010: Georges Couck (sp.a)
- 2011-2013: Jo Fonck (sp.a)
- 2013-2015: Jan De Dier (N-VA)
- 2015-2016: Alberic Sergooris (CD&V)
- 2016-heden: Jo Fonck (sp.a / Vooruit)

### Resultaten gemeenteraadsverkiezingen sinds 1976
| Partij               | Partij                                          | 10-10-1976 | 10-10-1976 | 10-10-1982 | 10-10-1982 | 9-10-1988 | 9-10-1988 | 9-10-1994 | 9-10-1994 | 8-10-2000 | 8-10-2000 | 8-10-2006 | 8-10-2006 | 14-10-2012 | 14-10-2012 | 14-10-2018 | 14-10-2018 | 13-10-2024 | 13-10-2024 |
| Stemmen / Zetels     | Stemmen / Zetels                                | %          | 25         | %          | 25         | %         | 25        | %         | 25        | %         | 25        | %         | 25        | %          | 25         | %          | 27         | %          | 27         |
| -------------------- | ----------------------------------------------- | ---------- | ---------- | ---------- | ---------- | --------- | --------- | --------- | --------- | --------- | --------- | --------- | --------- | ---------- | ---------- | ---------- | ---------- | ---------- | ---------- |
|                      | Agalev1/ Groen2                                 | -          |            | -          |            | 2,641     | 0         | -         |           | -         |           | -         |           | -          |            | 8,32       | 2          | 4,62       | 0          |
|                      | SP1/ sp.a2/ sp.a OpenB/ LvBC/ #iedereenvooruit3 | 32,821     | 9          | 34,241     | 10         | 39,091    | 11        | 28,01     | 8         | 28,311    | 8         | 28,762    | 8         | 30,0B      | 8          | 20,9C      | 7          | 29,53      | 9          |
|                      | OPEN                                            | -          |            | -          |            | -         |           | -         |           | 7,27      | 1         | 7,33      | 1         | 30,0B      | 8          | 20,9C      | 7          | -          |            |
|                      | PVV1/ VLD2/ Open Vld/plus3/ PLUS4               | 10,451     | 2          | 9,341      | 1          | 11,951    | 2         | 17,42     | 4         | 20,052    | 5         | 19,842    | 5         | 14,393     | 3          | 6,34       | 1          | -          |            |
|                      | CVP1/ CD&V+N-VAA/ CD&V2                         | 27,081     | 7          | 28,61      | 8          | 33,211    | 10        | 34,421    | 10        | 26,221    | 8         | 26,29A    | 7         | 18,072     | 4          | 17,22      | 5          | 15,72      | 4          |
|                      | VU1/ VU&ID2/ CD&V+N-VAA/ N-VA3                  | 10,761     | 2          | 11,631     | 2          | 10,91     | 2         | -         |           | 7,682     | 1         | 26,29A    | 7         | 24,863     | 7          | 12,93      | 3          | 10,63      | 2          |
|                      | Vlaams Blok1/ Vlaams Belang2                    | -          |            | -          |            | -         |           | 7,281     | 1         | 10,471    | 2         | 17,782    | 4         | 12,672     | 3          | 26,22      | 9          | 38,32      | 12         |
|                      | DAENS                                           | -          |            | -          |            | -         |           | 8,93      | 2         | -         |           | -         |           | -          |            | -          |            | -          |            |
|                      | SLVI                                            | 18,34      | 5          | 15,73      | 4          | -         |           | -         |           | -         |           | -         |           | -          |            | -          |            | -          |            |
| Anderen(*)           | Anderen(*)                                      | 0,55       | 0          | 0,46       | 0          | 2,21      | 0         | 3,99      | 0         | -         |           | -         |           | -          |            | 8,1        | 0          | 1,2        | 0          |
| Totaal stemmen       | Totaal stemmen                                  | 11568      | 11568      | 12201      | 12201      | 12514     | 12514     | 12714     | 12714     | 12848     | 12848     | 13265     | 13265     | 13008      | 13008      | 13844      | 13844      | 10385      | 10385      |
| Opkomst %            | Opkomst %                                       |            |            |            |            | 97,23     | 97,23     | 95,44     | 95,44     | 95,52     | 95,52     | 96,22     | 96,22     | 95,91      | 95,91      | 94,1       | 94,1       | 69,5       | 69,5       |
| Blanco en ongeldig % | Blanco en ongeldig %                            | 1,77       | 1,77       | 2,98       | 2,98       | 4,2       | 4,2       | 4,48      | 4,48      | 3,84      | 3,84      | 3,78      | 3,78      | 4,09       | 4,09       | 4,9        | 4,9        | 2,4        | 2,4        |

 Bronnen: 1976-2000: Verkiezingsdatabase Binnenlandse Zaken // 2006-2012: https://www.nieuwsblad.be/regio/gemeente/9470_Denderleeuw/index.aspx?categorie=456
De zetels van de gevormde coalitie staan vetjes afgedrukt. De grootste partij staat in kleur.

(*) 1976: PVDA (0,55%) / 1982: PVDA (0,46%) / 1988: LDV (2,21%) / 1994: GEMBEL (3,99%) / 2018: DVD (5,0%), ERNA (3,1%) / 2024: Voor U (1,2%)

## Sport
- Basketbalploeg Olympia Denderleeuw
- Basketbalploeg Expo Denderleeuw
- Floorballclub Stimulo Denderleeuw
  - Iddergem heeft zijn eigen floorballclub: Juventus Floorball Club
- Voetbalclub FCV Dender EH
- Voetbalclub K Standaard SV Denderleeuw
- Fietsclub  Denderleeuwse Trappers

## Geboren in Denderleeuw
- Lize Marke (1936), zangeres
- Mentissa (1999), zangeres

## Gestorven in Denderleeuw
De componist Emiel Hullebroeck (1878-1965) overleed in Denderleeuw.

## Vervoer
In Denderleeuw lopen de volgende gewest of provinciale wegen
- N8 Aalst-Denderleeuw-Ninove
- N208 Hekelgem (Affligem) - Denderleeuw

In Denderleeuw ligt het op een na drukste station van Oost-Vlaanderen.
Naast het station van Denderleeuw hebben ook deelgemeenten Welle en Iddergem elk een station:
- Station Denderleeuw, langs spoorlijn 50 Gent-Brussel-Noord, spoorlijn 89 Y zandberg (Kortrijk)-Denderleeuw, Spoorlijn 90 Denderleeuw-Jurbeke (Jurbise). Ook zijn er aftakkingen naar spoorlijn 50A Brussel-Gent-Oostende.
- Station Iddergem, langs spoorlijn 90. Enkel de S6 trein (Aalst-)Denderleeuw-Geraardsbergen-Brussel-Schaarbeek en een paar P-treinen tussen Denderleeuw en Geraardsbergen.
- Station Welle, langs spoorlijn 89 Y Zandberg (Kortrijk)-Denderleeuw. Minst bediende van de drie stations: twee treinen per uur, één per richting en enkele P-treinen. Geen weekendbediening.

Alle drie de stations behoren tot het Gewestelijk ExpresNet van Brussel. In Denderleeuw stoppen de volgende S-treinen:
- S3 Zottegem - Denderleeuw - Brussel - Dendermonde
- S4 Aalst - Jette - Brussel-Luxemburg - Merode - Vilvoorde
- S6 (Aalst -) Denderleeuw - Geraardsbergen - Edingen - Brussel - Schaarbeek
- S10 Aalst - Jette - Brussel-Zuid / Brussel-Zuid - Dendermonde

In Denderleeuw stoppen er maar enkele buslijnen doordat Denderleeuw een kleine gemeente is. Denderleeuw bevindt zich op de kruising van verschillende spoorlijnen en heeft daarom een groot en goed bediend station.
in Denderleeuw stoppen anno 2020 de volgende buslijnen:
- Bus 31 Aalst - Welle - Denderleeuw - Iddergem - Denderhoutem - Ninove
- Bus 32 Aalst - Welle - Denderleeuw - Iddergem - Nederhasselt - Aspelare - Outer - Ninove
- Bus 33 Aalst - Welle - Denderleeuw - Iddergem - Nederhasselt - Aspelare - Outer - Ninove
- Belbus 330 Ninove - Haaltert

## Nabijgelegen kernen
Welle, Iddergem, Teralfene, Liedekerke